# Torre dello Zenobito
La Torre dello Zenòbito è una delle quattro torri costiere dell'Isola di Capraia, nell'arcipelago toscano.
Deve il suo nome a un antico monastero ("cenobio"), che si trovava nelle vicinanze nell'alto medioevo e che aveva dato il nome alla vicina piana dello Zenobito. La torre attuale venne costruita dai genovesi nel 1545 per sorvegliare dalle incursioni nemiche dei corsari. Tramite vari tipi di segnali era in contatto con il Forte di San Giorgio e le altre torri della Corsica. La torre è a base circolare e domina la suggestiva Cala Rossa. È raggiungibile via terra con due sentieri: uno costiero, detto appunto dello Zenobito, inaugurato ufficialmente il 27 maggio 2018, ed uno interno, che passa dal Semaforo di Monte Arpagna. Si tratta di escursioni impegnative su strade mulattiere o sentieri, della durata di circa tre o cinque ore dal porto dell'isola.
La torre, non restaurata, è di aspetto del tutto simile, originariamente, alla gemella Torre del Porto di cui è una copia più grande. L'interno è costituito da tre piani sovrapposti, di cui uno centrale dominato da un grande caminetto in pietra lavica.

## Altre immagini

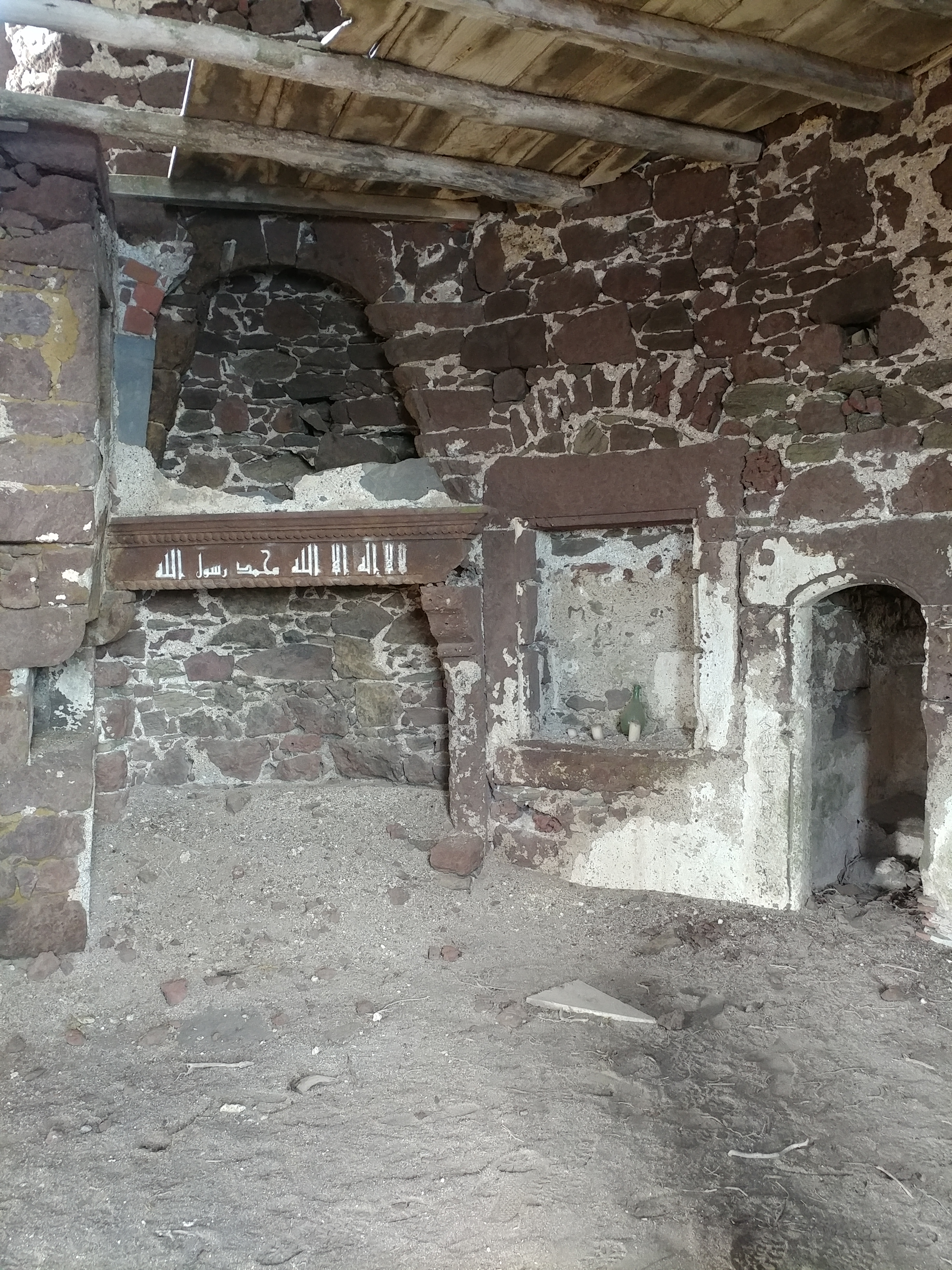
Interno della torre nel 2017, piano principale
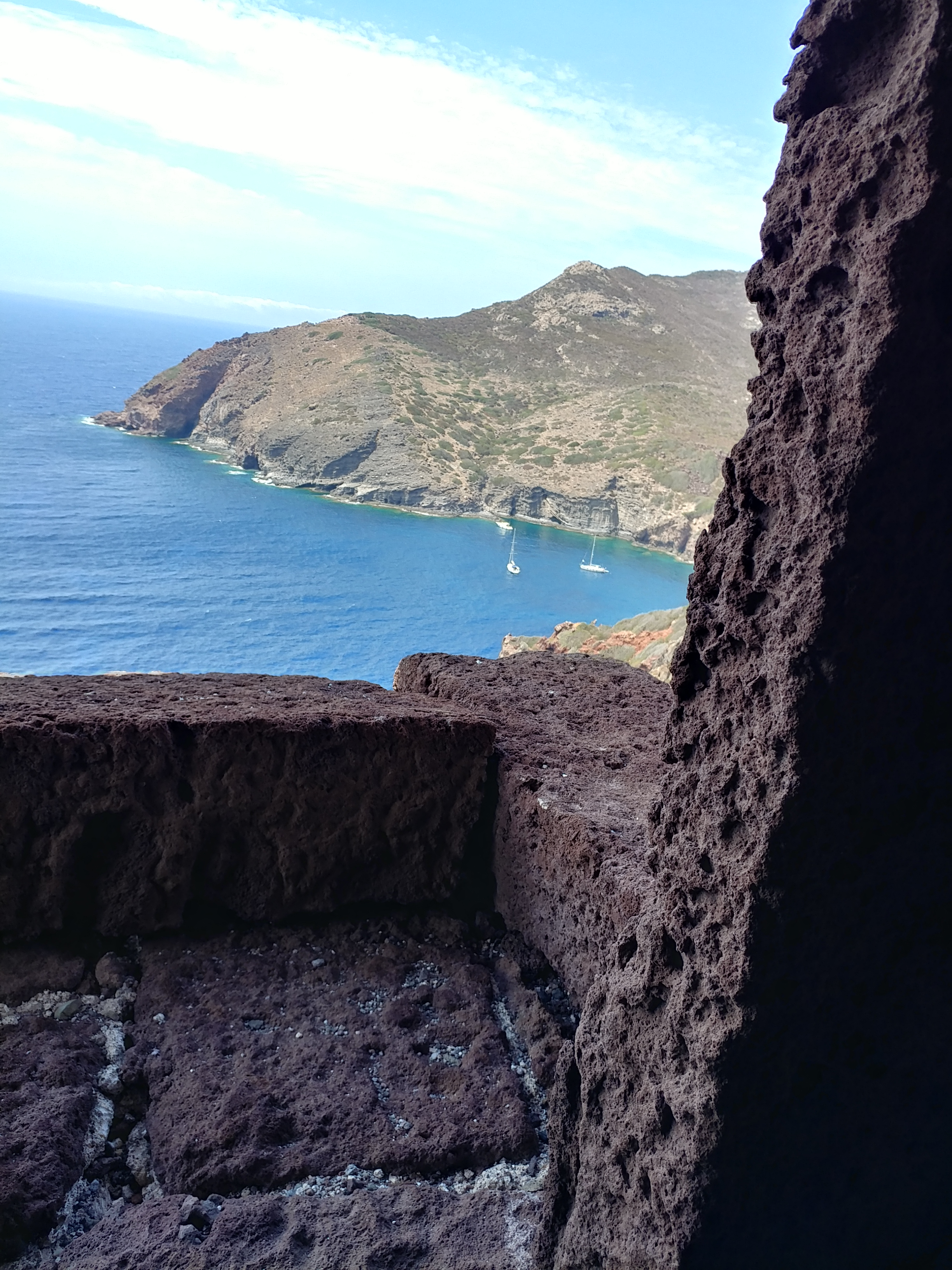
Panorama di Capraia vista da una finestra della Torre dello Zenobito
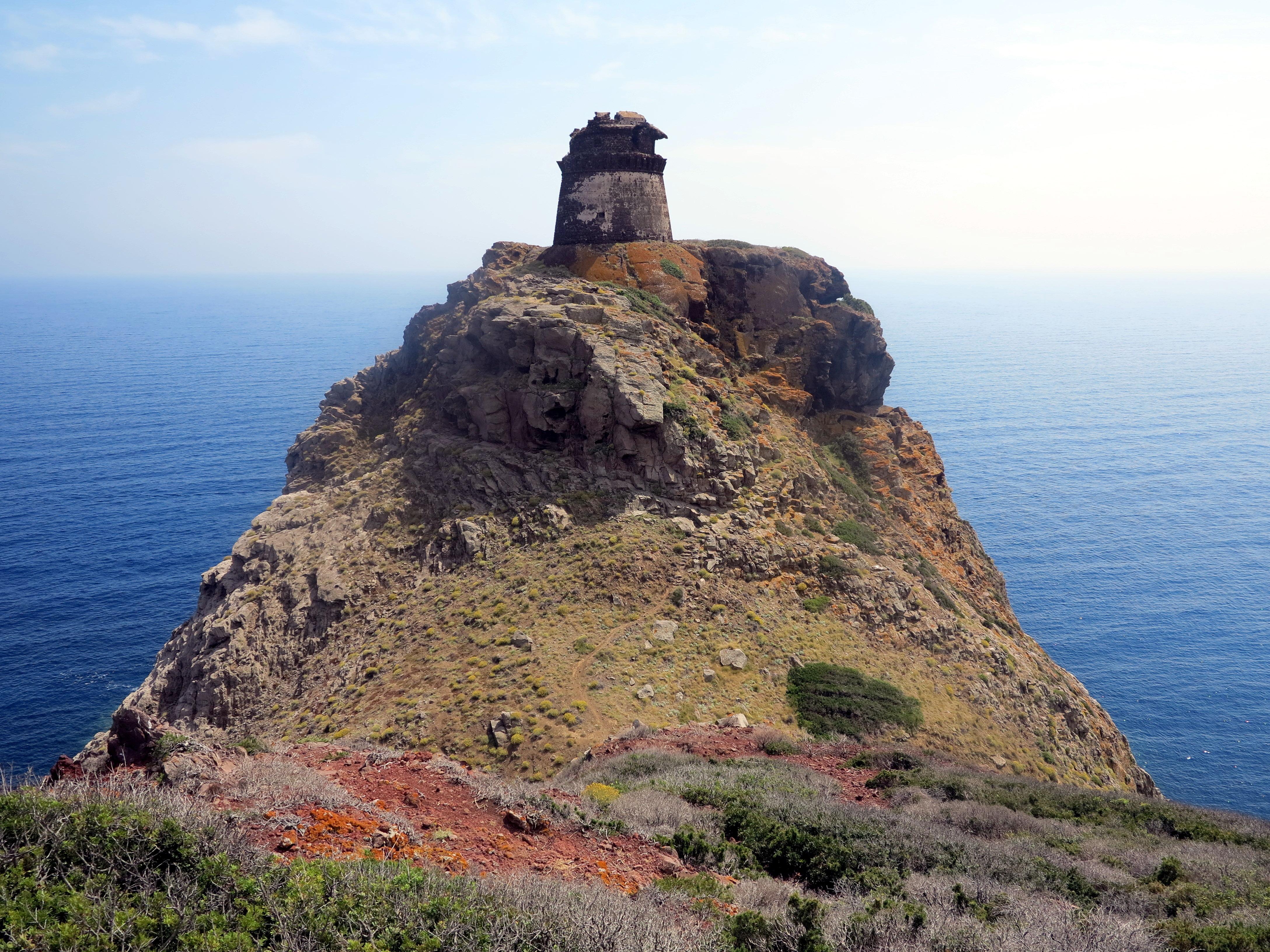
La torre dello Zenobito
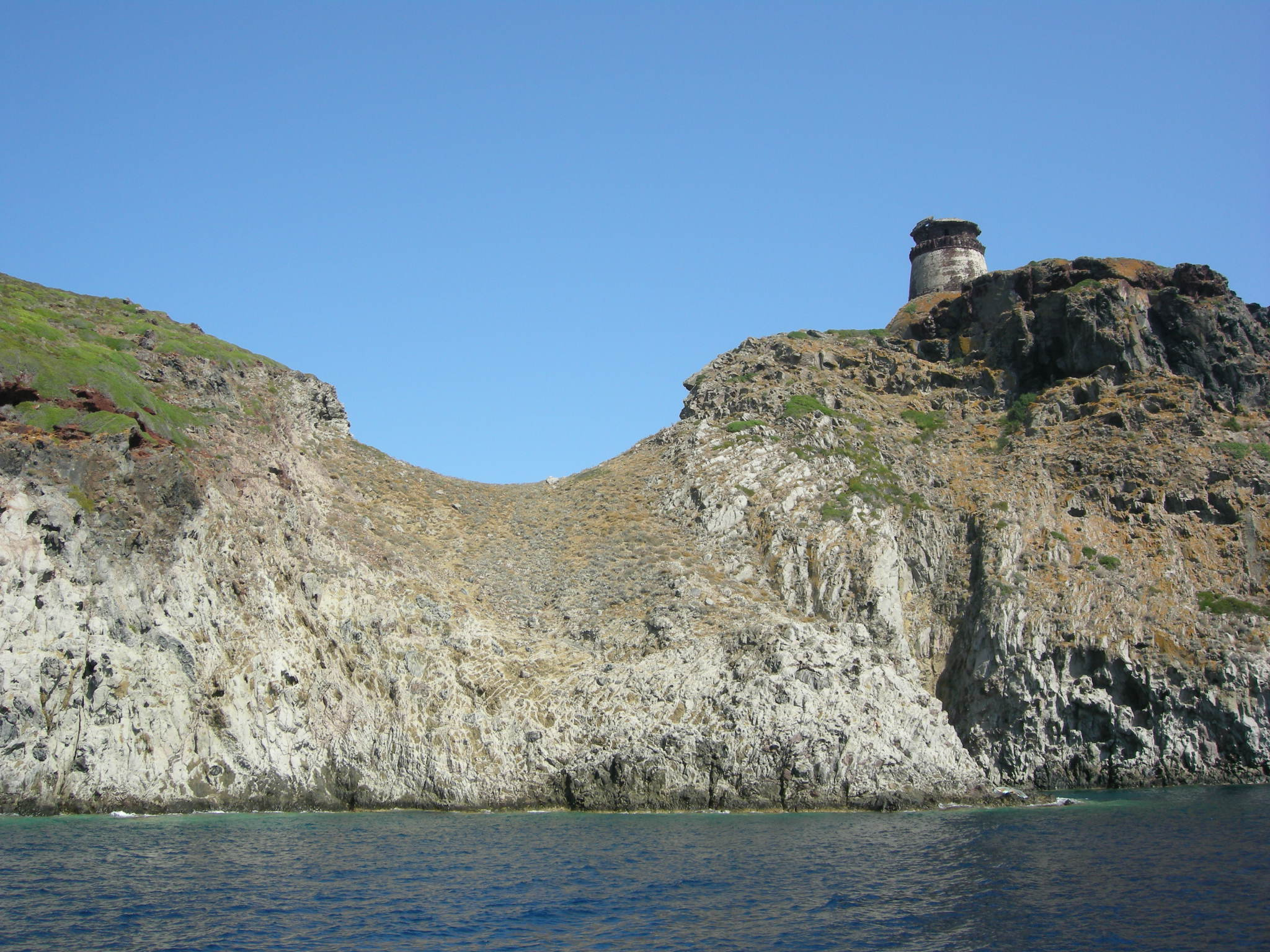
Veduta dalla Cala del Moretto